# Acanthoneuropsis bismarckburgensis
Acanthoneuropsis bismarckburgensis är en tvåvingeart som beskrevs av Günther Enderlein 1924. Acanthoneuropsis bismarckburgensis ingår i släktet Acanthoneuropsis och familjen bredmunsflugor. Inga underarter finns listade i Catalogue of Life.